# François Crépieul
François Crépieul, né le 16 mars 1638 à Arles (Bouches-du-Rhône) et mort en 1702 à Québec (Québec), est un prêtre jésuite français, vicaire apostolique et missionnaire au Canada.

## Biographie
Dans sa jeunesse, il étudie au collège jésuite de sa ville natale, Arles, ainsi que dans celui de Douai et devient membre de l'ordre à Tournai en 1659. Il poursuit ses études à Lille et Douai puis enseigne à Lille mais aussi à Cambrai. En 1670, il part pour le Canada. À la fin de ses études de théologie à l'université du Québec, en octobre 1671, il est affecté à la région de Tadoussac, où, avec un inlassable dévouement et beaucoup de succès, il travaille chez les indiens Montagnais et Algonquins pendant vingt- huit ans. 
Le P. Crépieul écrit une série d'instructions incarnant le résultat de ses longues années de service chez les Indiens, pour les missionnaires lui succédant. Ces observations sont apportées dans le 63e volume des Relations des Jésuites de Reuben Thwaites. 
En 1696, ou 1697, il est nommé vicaire apostolique du peuple Montagnais et, après l'abandon de la mission quelques années plus tard, déménage à Québec, où il passe le reste de sa vie et meurt en 1702. 
Claude Dablon, supérieur des missions au Canada, le définit comme « un véritable apôtre ».